# Francesco Ragusa
Francesco Ragusa (Palermo, 9 febbraio 1819 – Trapani, 8 aprile 1895) è stato un vescovo cattolico italiano.

## Biografia
È stato ordinato presbitero il 18 settembre 1841.
Il 12 settembre 1879 papa Leone XIII lo ha nominato vescovo di Trapani; ha ricevuto l'ordinazione episcopale a Palermo il successivo 5 ottobre dall'allora arcivescovo Michelangelo Celesia, metropolita di Palermo, coconsacranti Domenico Gaspare Lancia di Brolo e Giovanni Cirino, entrambi vescovi ausiliari di Palermo.
Ha preso possesso canonico della diocesi il 19 marzo 1880.
È morto l'8 aprile 1895.

## Genealogia episcopale
La genealogia episcopale è:
- Cardinale Scipione Rebiba
- Cardinale Giulio Antonio Santori
- Cardinale Girolamo Bernerio, O.P.
- Arcivescovo Galeazzo Sanvitale
- Cardinale Ludovico Ludovisi
- Cardinale Luigi Caetani
- Cardinale Ulderico Carpegna
- Cardinale Paluzzo Paluzzi Altieri degli Albertoni
- Papa Benedetto XIII
- Papa Benedetto XIV
- Papa Clemente XIII
- Cardinale Marcantonio Colonna
- Cardinale Giacinto Sigismondo Gerdil, B.
- Cardinale Giulio Maria della Somaglia
- Cardinale Luigi Lambruschini
- Cardinale Girolamo d'Andrea
- Cardinale Michelangelo Celesia, O.S.B.
- Vescovo Francesco Ragusa